# Martin Philippson
Martin Emanuel Philippson (* 27. Juni 1846 in Magdeburg; † 2. August 1916 in Berlin-Wilmersdorf) war ein deutscher Historiker.

Porträt (unbekannter Künstler)

## Leben
Philippson war der Sohn des Rabbiners Ludwig Philippson und der Bruder des Geographen Alfred Philippson. Nach der Reifeprüfung (Abitur) in seiner Heimatstadt begann Philippson an der Universität Bonn Geschichte zu studieren. Später wechselte er im selben Fach an die Universität Berlin und schloss dort sein Studium mit einer Promotion ab.
Anschließend ging er als Privatdozent zurück nach Bonn und konnte sich dort bereits 1871 mit 25 Jahren habilitieren. Vier Jahre später ernannte man ihn zum außerordentlichen Professor. Als Jude wurde ihm in Deutschland eine Berufung auf ein deutsches Ordinariat verwehrt, so dass er 1878 einen Ruf an der Freien Universität Brüssel (Université libre de Bruxelles) annahm. Dort lehrte er als ordentlicher Professor für Geschichte.
Für die von dem Historiker Wilhelm Oncken herausgegebene renommierte Buchreihe Allgemeine Geschichte in Einzeldarstellungen steuerte er die beiden Bände Westeuropa im Zeitalter von Philipp II., Elisabeth und Heinrich IV. (1882) und Das Zeitalter Ludwigs des Vierzehnten (1879) bei.
1890 wurde Philippson durch die allgemeine Versammlung der Professoren einstimmig als Rektor der Freien Universität Brüssel gewählt. Universitätsinterne und ideologiegeladene Spannungen bereiteten ihm jedoch Schwierigkeiten, insbesondere mit der Studentenschaft, die ihn als Rektor ablehnte. Für diese demokratische und liberal-fortschrittliche Jugend galt Philippson als zu konservativ. Nach Ausschreitungen der Studenten, wo einzelne antideutsche Sätze ausgesprochen werden könnten, beschloss er, sein Amt freiwillig aufzugeben und zog sich auch von seinen Aufgaben als Professor zurück. 1891 Philippson ließ sich in Berlin nieder und war fortan als freier wissenschaftlicher Schriftsteller tätig.
In Berlin half Philippson mit, die Gesellschaft zur Förderung der Wissenschaft des Judentums zu gründen (1902). Von 1896 bis 1904 war er Präsident des Deutsch-Israelitischen Gemeindebundes und betrieb dessen Anerkennung als Rechtspersönlichkeit. Er war Vorstandsmitglied im Verband der Vereine für jüdische Geschichte und Literatur und wurde auch bei der Gründung des Verbands deutscher Juden 1904 in dessen Vorstand gewählt.
Im Jahr 1913 befürwortete er in der Allgemeinen Zeitung des Judenthums die Schaffung einer jüdischen Universität in Jerusalem insbesondere als Ausbildungsstätte für die dortige Jugend. In den Auseinandersetzungen über die dort primär zu nutzende Sprache plädierte er für Hebräisch, Arabisch und Deutsch und gegen die alleinige Verwendung des Hebräischen, womit er sich jedoch letztlich nicht durchsetzen konnte.
Seit 1886 war er assoziiertes Mitglied der Königlichen Akademie von Belgien.

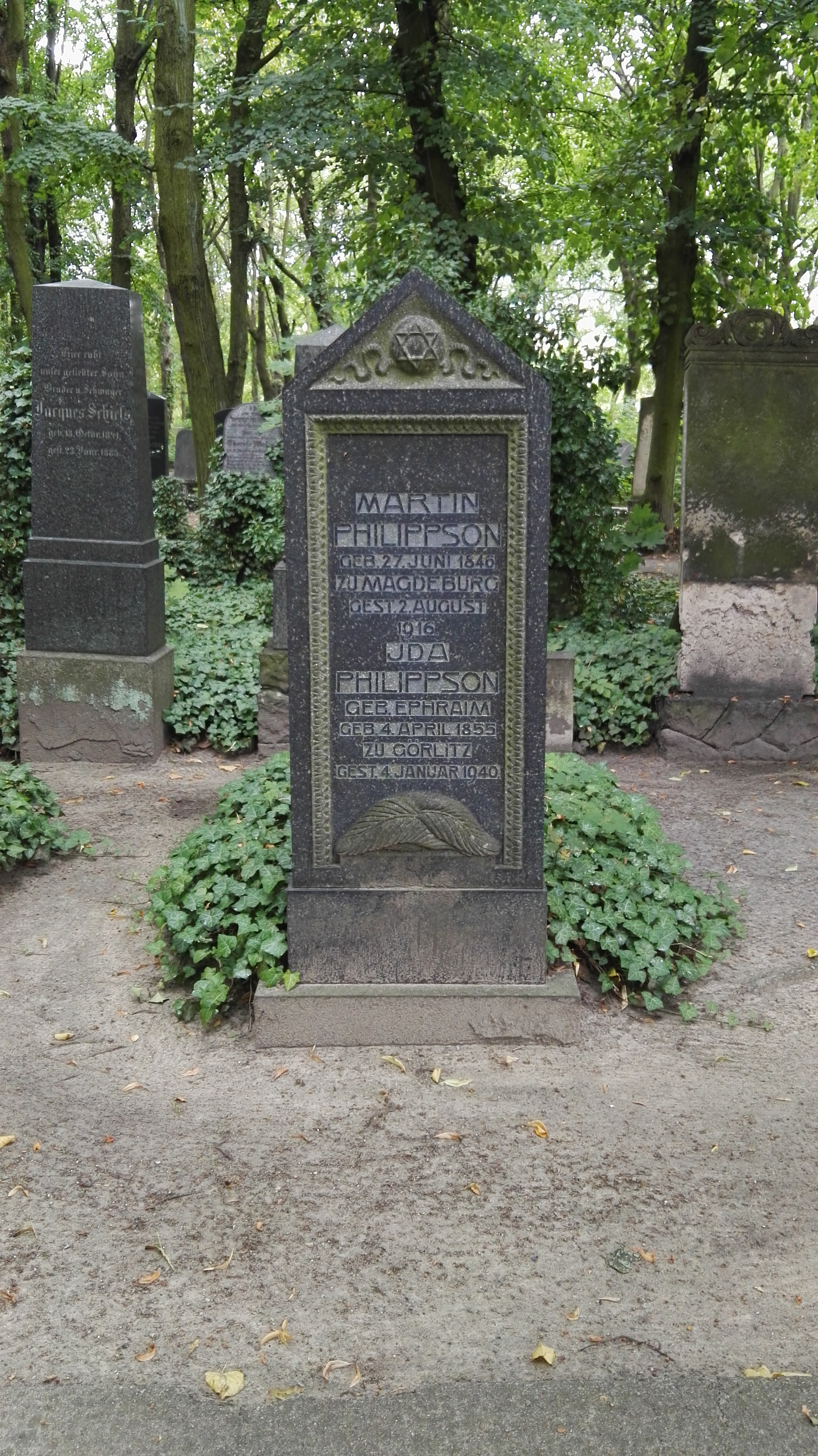
Grab

Philippson war verheiratet mit Ida Ephraim (1855–1940). Sein Grab befindet sich auf dem Jüdischen Friedhof Berlin-Weißensee.

## Schriften
- Das Zeitalter Ludwigs des Vierzehnten. Grote, Berlin 1879 (= Allgemeine Geschichte in Einzeldarstellungen).
- Geschichte des Preußischen Staatswesens vom Tode Friedrich des Großen bis zu den Freiheitskriegen. 2 Bde. Leipzig 1880–1882.
- Westeuropa im Zeitalter von Philipp II., Elisabeth und Heinrich IV. Grote, Berlin 1882 (= Allgemeine Geschichte in Einzeldarstellungen).
- Der Große Kurfürst Friedrich Wilhelm von Brandenburg. 3 Bände. Cronbach, Berlin 1897–1903. Neuausgabe: Salzwasser Verlag, Paderborn 2012, ISBN 978-3-86382-637-6.
- Neueste Geschichte des jüdischen Volkes. 3 Bde. Fock, Leipzig 1907–1911.
- Geschichte des Dreißigjährigen Krieges. (= Illustrierte Allgemeine Weltgeschichte, Band XII). Historischer Verlag Baumgärtel, Berlin o. J. [1913].
- Heinrich der Löwe Herzog von Bayern und Sachsen Sein Leben und seine Zeit 2. Aufl., Leipzig 1918.